# Vadym Likhosherstov
 (décembre 2021).
Vadym Viktorovytch Likhocherstov (en ukrainien : Вадим Вікторович Ліхошерстов) est un joueur ukrainien de volley-ball né le 23 janvier 1989 à Kharkiv (RSS d'Ukraine). Il mesure 2,16 m et joue central. Il est international ukrainien.

## Clubs
| Club                 | De        | À         |
| -------------------- | --------- | --------- |
| VK Lokomotiv Kharkiv |           | 2011-2012 |
| Prikame Perm         | 2011-2012 | ...       |

## Palmarès
- Championnat d'Ukraine (1)
  - Vainqueur : 2012
- Coupe d'Ukraine (1)
  - Vainqueur : 2012